# Телевидение в Саудовской Аравии
Телевидение в Саудовской Аравии появилось в 1954 году, в которой доминировали всего четыре крупные компании: «Middle East Broadcasting Center» (MBC), SM Enterprise TV, Ливанская радиовещательная корпорация, Rotana и Saudi TV. Вместе они контролируют 80 % общеарабского вещательного рынка. Саудовская Аравия является крупным рынком для панарабского спутникового и платного телевидения. Саудовские инвесторы стоят за крупными сетями MBC, базирующейся в Дубае, и «Orbit Showtime Network» (OSN) в Эмиратах. По оценкам правительства Саудовской Аравии, в 2000 году средний саудовец тратил на просмотр телевидения на 50-100 % больше времени, чем его или ее европейский или американский коллега. В среднем в Саудовской Аравии за просмотром телевизора ежедневно тратится 2,7 часа.
Рынок платного телевидения в Саудовской Аравии велик, его уровень проникновения оценивается в 21 %. beIN Sports — один из крупнейших игроков платного ТВ по количеству подписок с долей рынка 59 %.

## История

### 1950-1980-е гг.
Первые телевизионные передачи в Саудовской Аравии исходили от 200-ваттной телевизионной станции AJL-TV, «Глаз пустыни». Это были англоязычные программы для персонала ВВС США на аэродроме Дахран, которые начались 17 июня 1955 года. Программы транслировались по современному американскому телевидению, но все ссылки на христианство, Израиль или алкоголь были удалены.
Завершение строительства первых двух станций в телевизионной системе правительства Саудовской Аравии не знаменовало зарождения средств массовой информации в королевстве. В сентябре 1957 года ARAMCO открыла телевизионное обслуживание для своих 9000 сотрудников в Дахране; эта служба прекратила работу 31 декабря 2001 года. В то время на базе ВВС США в Дахране также была собственная англоязычная телекомпания (запущенная 17 июня 1955 г.) для персонала базы.
В течение многих лет религиозные лидеры Саудовской Аравии, принадлежащие к ультраконсервативной ваххабитской секте ислама, блокировали рассмотрение национальной телевизионной системы, поскольку они придерживались исламской идеи о том, что создание изображения человеческого тела аморально. Люди, официально считавщие мир плоским, не спешили принимать такое нововведение, как телевидение. Тем не менее, король Фейсал ибн Абдул-Азиз Аль Сауд, как сообщалось, был впечатлен телевидением во время реабилитации после операции в бостонской больнице, и в 1963 году саудовскому народу был объявлен королевский указ, разрешающий строительство телевизионных станций в Джидде и Эр-Рияде.
В ответ на запрос правительства Саудовской Аравии о технической помощи Соединенные Штаты предложили услуги Корпуса военных инженеров армии США по проектированию, строительству и началу эксплуатации двух временных телевизионных станций мощностью 2 кВт в Эр-Рияде и Джидде. К апрелю 1965 года здания были завершены, и на нем было установлено телевизионное оборудование RCA, модифицированное для передачи по европейскому стандарту CCIR. Инженерный корпус заключил контракт с Национальной широковещательной компанией (NBCI) на поставку персонала для эксплуатации и обслуживания двух станций NBCI. Штат инженеров и специалистов по производству также провел обучение без отрыва от производства для саудовского персонала. 1 января 1969 года «AVCO Electronics Division», «AVCO Corporation», приняла контракт на эксплуатацию и техническое обслуживание от NBCI.
Тесты сигналов начались в Джидде и Эр-Рияде 17 июля 1965 г. с показом музыки и случайных мультфильмов Микки Маус. Наваль Бакш была первой саудовской женщиной, появившейся на телевидении в 1966 году.
До 1 января 1971 года Инженерный корпус, используя средства Министерства информации, полученные из национального бюджета, представлял правительство Саудовской Аравии по большинству вопросов проектирования и строительства телевидения, а также управлял и контролировал контракты на эксплуатацию и техническое обслуживание всех станций в системе. Фонды американской помощи не использовались Инженерным корпусом ни для капитальных, ни для эксплуатационных расходов. С 1 января 1971 года «AVCO Electronics Division» заключает договор напрямую с Министерством информации Саудовской Аравии на эксплуатацию и техническое обслуживание телевизионной системы.
Первым расширением системы была радиорелейная связь и спутниковые передатчики, которые в августе 1967 года, используя сигнал Джидда, обслуживали город Мекку и летнюю штаб-квартиру правительства Эт-Таиф. Четырнадцать месяцев спустя микроволновое излучение и система передачи были автоматизированы, чтобы обеспечить полную работу с телевизионной станции Джидда.
В декабре 1965 года правительство Саудовской Аравии официально объявило о планах открытия дополнительных телевизионных станций в Медине, к северу от Джидды, и Бурайде в районе Кассим к северо-западу от Эр-Рияда. Строительство этих двух станций несколько раз задерживалось, особенно из-за их удаленности. Радиостанция «Медина» начала вещание 30 декабря 1967 года, во время праздника Ид-аль-Фитр, следующего за мусульманским религиозным месяцем Рамадан. Станция Бурайда открылась 14 июля 1968 года.
В марте 1967 года министр информации Джамиль Худжайлан начал поиски места, где можно было бы разместить станцию недалеко от Эд-Даммама в Персидском заливе. Саудовская фирма начала строительство под надзором инженерного корпуса в январе 1968 года на участке в 20 милях от первоначальной станции ARAMCO. Станция Эд-Даммам была открыта 5 ноября 1969 года. Эффективная излучаемая мощность (ERP) этой VHF-станции составляло 1,1 мегаватт.
Вскоре после того, как станции в Эр-Рияде и Джидде начали вещание, для каждой станции были предоставлены мобильные удаленные или «внешние вещательные» фургоны. Как обычно, по ТВ показывали футбольные матчи, особенно игры чемпионата, важные торжественные мероприятия, а также прилёты и отбытия короля Фейсала. В Эр-Рияде записывались на видео или транслировались в прямом эфире государственные банкеты в честь лидеров Ближнего Востока, таких как король Иордании Хусейн I ибн Талал, король Марокко Хасан II и шахиншах Ирана Мохаммед Реза Пехлеви. Поскольку передвижные фургоны сыграли важную роль, для новой станции Эд-Даммам был предоставлен цветной фургон.
Техническому обучению сотрудников телевидения Саудовской Аравии препятствовали две основные проблемы: недостаточный уровень владения английским языком и отсутствие надлежащих научных и математических знаний в средней школе. Обычно на Ближнем Востоке языком инженерии является английский. Прежде чем студент сможет успешно воспользоваться преимуществами обучения теории и применению электроники, он должен овладеть английским языком. Обучение языкам в Институте RCA в Нью-Йорке и Высшей школе международного менеджмента Thunderbird в Фениксе, штат Аризона, по большей части было успешным. Из студентов, прошедших языковую подготовку в Институте RCA, некоторые продолжили обучение на курсах по производству телевизионных программ, в то время как другие прошли обучение электронной инженерии, прежде чем вернуться в Саудовскую Аравию для прохождения практики на одной из телевизионных станций. По запросу Министерства информации Инженерный корпус спонсировал группу из 22 студентов, которые в сентябре 1967 года начали языковое обучение в школе Thunderbird. Большинство из этих студентов получили сертификаты о знании языка в июне 1968 года. По состоянию на март 1971 года в Университете штата Аризона учились 15 саудовских телевизионных студентов. Эти студенты ранее находились под покровительством Инженерного корпуса. Однако, когда AVCO начала заключать договор напрямую с Министерством информации, министерство образования Саудовской Аравии взяло на себя их спонсорство. Эти студенты были бывшими абитуриентами RCA Institute или Thunderbird School, и все они получили степень бакалавра в области электронной инженерии.
Семь станций саудовской системы вещали от четырех до пяти часов ежедневно. Вечерние программы состоли из религиозных программ, новостей, включая кадры из местных фильмов, обработанных на станции, викторин, программ из других арабских стран и синдицированные программы из Англии и США, которые дублированы или имели подзаголовки на арабском языке. Американские программы, такие как «Личный секретарь», «Бонанза» и «Комбат», были куплены государством.
Жизнь в большинстве районов Саудовской Аравии сегодня отличается от жизни 50 лет назад только своим внешним видом. Доходы от продажи нефти и популярность автомобилей и безалкогольных напитков не изменили кардинально социальных и моральных стереотипов, которые тесно связаны с консервативной исламской мыслью. Действительно, именно телевидение может в конечном итоге внести наибольший вклад в это неизбежное изменение. Большинство саудовских женщин и женщин из других арабских стран, которые живут в Саудовской Аравии, все еще носят абайю, или чадру. Естественно, программы на правительственных телеканалах отражают эту консервативную культуру.
Программы в Саудовской Аравии подвергаются жесткой цензуре, чтобы исключить вероятность того, что не будут показаны сцены, в которых видны полуодетые западные женщины, ссылки на другие религии, кроме ислама, или физические выражения любви. В первые несколько месяцев телетрансляции программы состояли в основном из мультфильмов, художественных фильмов и новостей. В конце концов представленные западные женщины были показаны в фильмах и сериалах, таких как «Личный секретарь».

### 1990-2000-е гг.
До введения спутникового вещания саудовские телеканалы «One» и «Two» охватывали 60 % взрослого населения Саудовской Аравии. Исключение составляли зрители Восточной провинции, которые традиционно смотрели Бахрейнское телевидение.
Арабские спутники впервые стали доступны в 1985 году с запуском спутника «Arabsat», но только в 1990-х годах спутниковое телевидение стало коммерчески жизнеспособным. Доступность западных развлекательных и новостных программ оказала огромное влияние, поскольку иностранные программы сразу же стали популярными, что побудило саудовское телевидение откликнуться большим количеством программ, включая политическое ток-шоу в прямом эфире, в котором высокопоставленные чиновники отвечали на вопросы зрителей.
В 1991 году был основан первый частный спутниковый канал в арабском мире, «Middle East Broadcasting Center». В начале 1990-х годов саудовский король Фахд ибн Абдул-Азиз Аль Сауд начал инвестировать в телевизионный бизнес через Абдул Азиза Аль Ибрагима и Халида Аль Ибрагима (братья его жены Аль-Джохары). Вскоре последовали и другие частные каналы, по большей части саудовские и ливанские. К 2003 г. существовало 15 частных арабских спутниковых телеканалов, четыре из которых принадлежали саудовцам.
К середине 2000-х многие женщины вели шоу на саудовском телевидении. После испытаний в 2004 и 2005 годах в Джидде, в июле 2006 года было запущено цифровое наземное телевидение (DTT), которое охватило пять крупных городов. Чтобы продолжить переход на DTT и расширить услуги по всему Королевству, в мае 2008 года Министерство культуры и информации подписало контракт с французской транснациональной корпорацией «Thomson». К 2010 г. его сеть из 100 вышек цифрового наземного вещания охватывала почти 90 % населения. Однако, вероятно, из-за принятия многоканального спутникового телевидения, использование DTT остается ограниченным; в 2012 году он составлял 1 % от общего числа домохозяйств.

## Государственные каналы
Сектор наземного вещания в Саудовской Аравии находится в государственной собственности через Министерство СМИ. Государственная радиовещательная служба Королевства Саудовской Аравии управляет почти всеми внутренними телеканалами. Государственное телевидение состоит из четырех каналов: «Saudi One» (Al Saudiya), основной канал на арабском языке, запущенный в 1963 г.; «Saudi Two», англоязычный канал; «KSA Sports» (Al Riyadiah), спортивный канал; и новостной канал «Al Ekhbariya».
С 1969 года государственное наземное телевидение мало изменилось. Его программы по-прежнему в основном ориентированы на образовательные, развлекательные и религиозные темы. Также транслируются повторы фильмов на арабском языке, особенно египетских фильмов. Политический контент, за исключением официальных правительственных заявлений, остается относительно ограниченным.

## Программирование
«Kalam Nawaaem», популярное женское ток-шоу на арабском языке, в котором обсуждаются различные социальные темы, и «Arab Idol», показываемые на канале MBC, являются самыми популярными телепрограммами в Саудовской Аравии. Третье предпочтительное шоу — спортивное ток-шоу «Sada Al Malaeb». Турецкие драматические сериалы также завоевали много поклонников.

## Список каналов
- Аль-Арабия (араб. العربية‎)
- Ванасах (араб. وناسة‎)